# Värmeslag
Värmeslag, solsting, termoplegi eller helios är en form av för hög kroppstemperatur (hypertermi), ett tillstånd, då en levande organisms kroppstemperatur inom loppet av relativt kort tid blir förhöjd till onormala nivåer. Det är ett livsfarligt tillstånd, som kräver snabb läkarhjälp.
Tillståndet uppkommer typiskt vid mycket varmt väder när kroppen absorberar hettan i omgivningen och inte svalkas, och när personen inte får tillräcklig vätskeersättning för den ökade svettmängden. Värmeslag kan också uppkomma av inre orsaker, när personens termoreglering inte på ett tillfredsställande sätt kan kyla ner kroppen, exempelvis av droger. Också idrottare kan drabbas av värmeslag.
ICD-10 har två definitioner av värmeslag: värmeslag med förhöjd kroppstemperatur (pyrexi) och slaganfall till följd av värme. Den huvudsakliga orsaken är förhöjd temperatur i omgivningen. Hettan leder till högre kroppstemperatur. Tillståndet hänger ofta samman med uttorkning och saltbrist, vilket försvårar tillståndet ytterligare.
Exempelvis kan akut hjärtinfarkt bli följden, också för unga personer, samt multiorgansvikt, eller ischemisk celldöd i hjärnan till följd av ödem. Dödsfall till följd av värmeslag beror ofta på utbredda mikrotromboser och blodkoagulation i kärlen, med koagulationsinducerad nekros i inre organ. Vid den akuta fasen reagerar kroppen genom att producera heat shock proteins och cytokiner.

## Orsaker
Värmeslag uppstår när kroppen inte kan bli av med överskottsvärmen på vanligt sätt eller då temperaturregleringen sviktar helt eller delvis. Den drabbade svettas ofta mycket lite eller inte alls, och huden är blossande röd, varm och torr. Förmågan att svettas påverkas av luftfuktigheten; ju högre luftfuktighet, desto svårare är det för kroppen att reglera kroppstemperaturen med svettning. Om värmeslaget beror på fysiologiska rubbningar hos personen, kan det yttra sig i ymnig svettning. Som regel är dock det klassiska tecknet att personen trots hetta inte svettas alls, att huden är anhidrotisk.
Avsaknaden av svettning är både ett symptom på och en orsak till hypertermi, då svettning kyler kroppen på tre olika sätt: dels genom värmeutstrålning och konvektion av den kroppsvärme som följt med svettvätskan ut genom huden, och dels genom att avdunstningen av svett är en endoterm reaktion som drar värme från kroppen för att kunna fortgå. En person med förhöjd temperatur som är så uttorkad att han/hon inte längre svettas har förlorat kroppens viktigaste kylmekanism, och befinner sig i ett livshotande tillstånd som kräver omedelbar läkarhjälp.
Värmeslag kan förebyggas genom att dricka mycket, svalka sig, och undvika fysisk ansträngning i värme.

## Symtom
Tidiga symtom på klassiskt värmslag är trötthet och yrsel, mindre urinmängd, och att svettmängden börjar avta. Sedan värmeslag inträtt i en akut fas kännetecknas den av följande:
- Kroppstemperatur omkring 41 grader Celsius (mätt i ändtarmen).
- Tilltagande krasslighet, trötthet, yrsel och huvudvärk.
- Kräkning.[9]
- Huden är blossande röd och torr (det vill säga nedsatt eller upphävd svettproduktion), miliaria.
- Oliguri eller anuri - nedsatt eller avtagande urinproduktion med allt mörkare och gulare färg (vätske-/saltbrist).
- Svårighet att få kontakt med den drabbade, svimningar, medvetandeavtrubbning, förvirring, medvetslöshet och kramper.

Värmeslag kan åtföljas av andra värmerelaterade sjukdomstillstånd, som värmeödem, värmekramper och värmekollaps.